# Schloss Rosenberg
Schloss Rosenberg ist ein Schloss im Zentrum der Stadt Zell am See. Es ist seit 1970 Sitz des Bürgermeisters und der Stadtverwaltung von Zell am See und liegt direkt an der Brucker Bundesstraße. In direkter Umgebung befinden sich weiters der Schlossgarten, der Schlosspark und die Rathausparkgarage.

## Architektur
Die Architektur entspricht der eines typischen Salzburger Ansitzes: Das viergeschoßige Gebäude ist in seiner Grundfläche annähernd quadratisch und weist an den vier Ecken je einen Eckerker sowie an der nach Osten gerichteten Hauptfassade einen halbrunden Mittelerker auf. Es wird von einem mächtigen Walmdach bedeckt.

## Geschichte

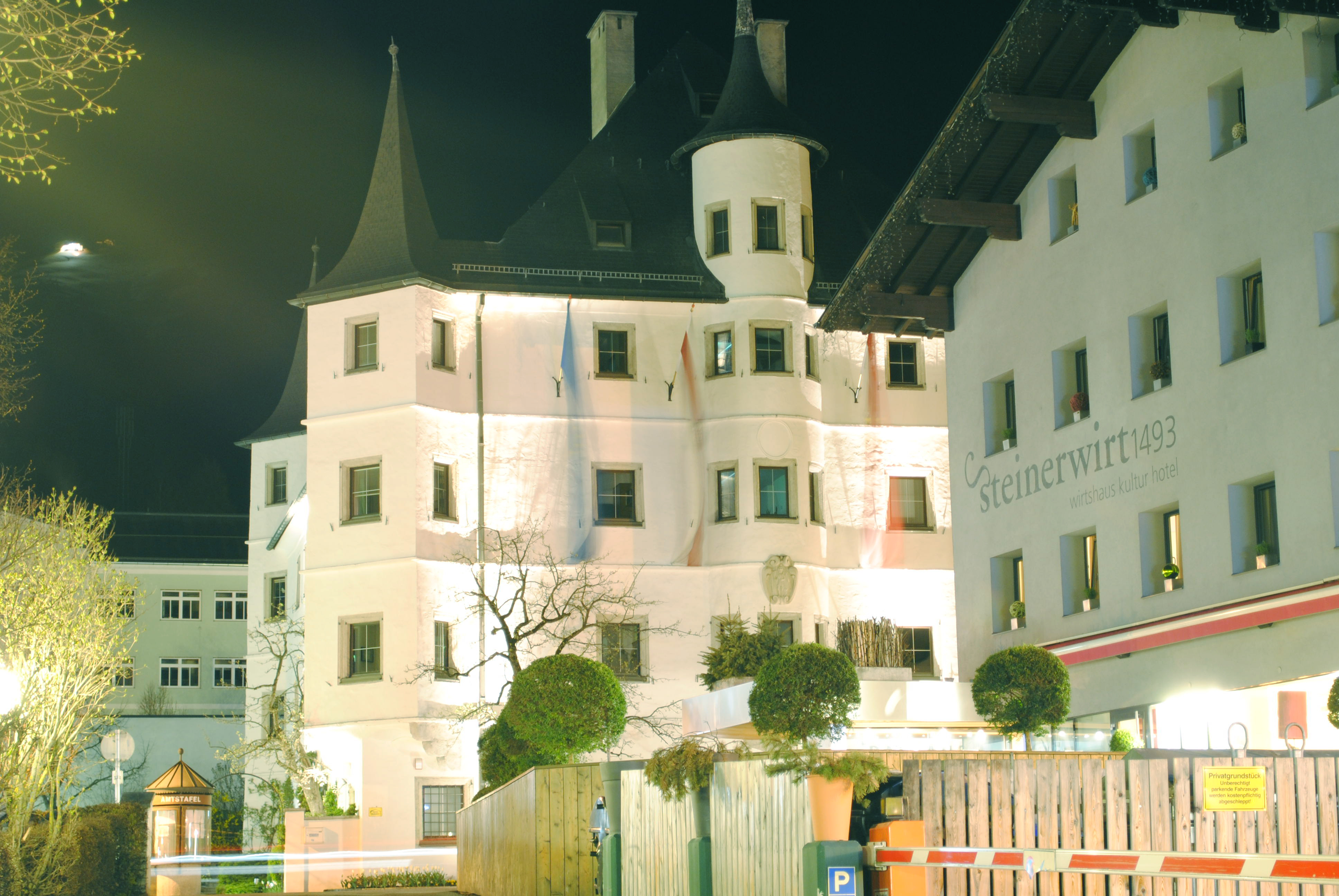
Schloss Rosenberg bei Nacht

Schloss Rosenberg wurde Ende des 16. Jahrhunderts von den beiden Gewerke-Brüdern Karl und Hans Rosenberger zu Rosenegg, Söhne des Kaufmanns Hans Rosenberger auf einem bis dahin rein landwirtschaftlich genutzten Grundstück (Weinlehen) erbaut. Dieses liegt heute im Zentrum der Stadt Zell am See. Die beiden Erbauer hatten das Grundstück am 14. Februar 1577 von dem Zeller Bürger Balthasar Egger und seiner Hausfrau Regina Stainerin gekauft.
Nachdem Hans Rosenberger 1604 gestorben war, ging das Schloss an seine drei Söhne Hans, Georg und Hans Christoph über. Als Georg 1614 starb und Hans 1633 seinen Anteil wegen großer Verschuldung an Hans Christoph verkaufte, wurde letzterer Alleineigentümer. Dieser verkaufte das Schloss 1640 an Freiherr Karl Khuen. Nach dessen Tod konnte sein Sohn Wolf Wilhelm Khuen das Erbe krankheitsbedingt nicht antreten, weshalb es 1662 an die Familienmitglieder und Brüder Hans Sigmund und Erasmus Khuen von Belasy überging. Nach deren Tod verkauften es die beauftragten Kuratoren 1670 an Freiherr Georg Dietrich Khuen zu Kammer. Von dessen Töchtern wurde das Schloss 1706 an Maximilian Johann Preisgott Graf Khuen zu Kammer und Prielau übergeben, der es 1716 an Joseph Anton Jud, einen Wirt aus Piesendorf, verkaufte.
Es folgten größere Umbauten, aber auch die teilweise Verwahrlosung des Schlosses, ehe es 1762 von Wolfgang Sigmund Jud, Sohn des vorherigen Besitzers, an Johann Michael Silberer weiterverkauft wurde. Dieser war Bierbrauer und richtete im Schloss eine Gastwirtschaft ein. Aber bereits 1769 wurde das Anwesen wieder verkauft, dieses Mal an ein Bergwerkskollegium aus Salzburg, welches im Schloss ihre Verwalter unterbrachte. Als letzter privater Besitzer folgte 1820 Franz von Lürzer.
1842 kam das kaiserlich-königliche Oberforstamt in Rosenberg unter, welches bis dahin in Schloss Fischhorn untergebracht war. Ab 1867 gehörte es dann dem kaiserlich-königlichen Hofärar, wobei bis 1903 das Bezirksgericht Zell am See darin untergebracht war. Ab 1928 gehörte Schloss Rosenberg dann der Republik Österreich. Von 1941 bis 1945 wurde es vom Deutschen Reich in Besitz genommen und anschließend (ab 1947) diente es den Österreichischen Bundesforsten als Verwaltungssitz.
1970 erwarb schließlich die Stadtgemeinde Zell am See das Schloss und funktionierte es im Zuge schonender Baumaßnahmen zum Rathaus um. Diese Funktion erfüllt es bis heute.
Zuletzt wurde das Gebäude zwischen Juni und Dezember 2009 für etwa 800.000 Euro modernisiert.